# Зейдель, Густав
Гу́став Зе́йдель (нем. Gustav Seidel; 28 апреля 1819, Берлин — 19 июля 1901, Рюдерсдорф) — немецкий гравёр.
Учился в Берлинской академии художеств, затем у Л. Бухгорна и Э. Манделя. Его произведения, исполненные в основном резцом, отличались, как полагал А. И. Сомов, «правильностью рисунка и в особенности мастерской передачей материй». Работы Зайделя использовались для прусских банкнот.

## Основные работы
- «Венера Урания» (с картины Вильгельма Каульбаха, за эту работу удостоен звания почётного члена Санкт-Петербургской императорской академии художеств)
- «Амур и спящая Психея» (с картины А. фон Клёбера, экспонировалась на Всемирной выставке 1867 года в Париже)
- «Усталый пилигрим» (с картины Э. Деге)
- «Прощание короля Карла I с его детьми» (меццотинто, с картины Юлиуса Шрадера)
- «Эсфирь пред Артаксерксом» (меццотинто, с картины Ю. Шрадера)
- портрет Феликса Мендельсона (с картины Эдуарда Магнуса)
- портрет консула и коллекционера И. Г. В. Вагенера (с картины Ю. Шрадера)
- портрет скульптора Шадова (с картины Вильгельма фон Шадова)
- портрет архитектора Кнобельсдорфа (с картины Антуана Пэна)
- портрет Лавинии (с картины Тициана)